# Doyle E. Carlton

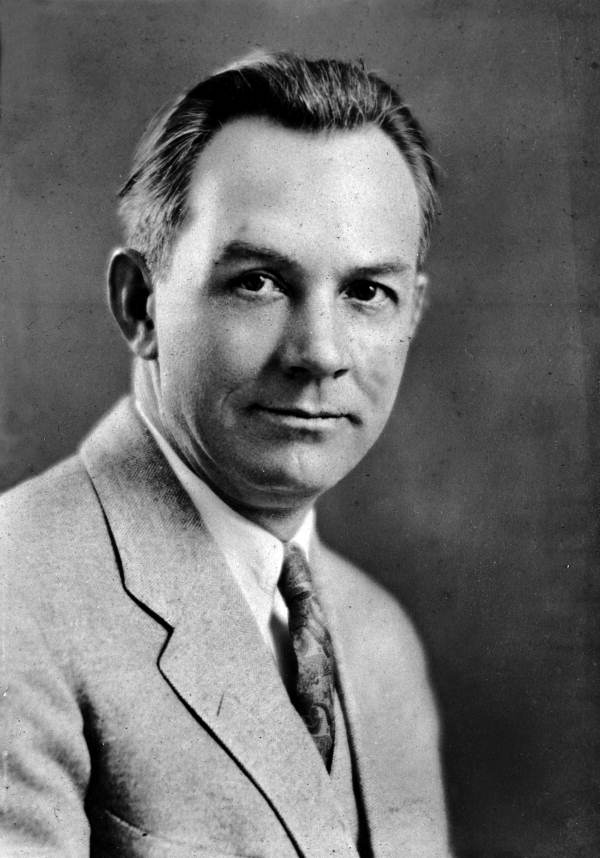
Doyle E. Carlton

Doyle Elam Carlton (* 6. Juli 1885 in Wauchula, Florida; † 25. Oktober 1972 in Tampa) war ein US-amerikanischer Politiker und von 1929 bis 1933 der 25. Gouverneur von Florida.

## Frühe Jahre und politischer Aufstieg
Doyle Carlton besuchte die Stetson University und die University of Chicago, die er 1910 erfolgreich abschloss. Anschließend studierte er an der Columbia University Jura. Nach bestandenem Examen wurde er 1912 als Anwalt zugelassen. Daraufhin eröffnete er in Tampa eine Kanzlei. Zwischen 1917 und 1919 war er Mitglied im Senat von Florida. Von 1925 bis 1927 vertrat er als Anwalt die Stadt Tampa. Seine Demokratischen Partei nominierte ihn für die 1928 anstehenden Gouverneurswahlen zu ihrem Spitzenkandidaten. Dabei musste er sich innerparteilich gegen einige Konkurrenten durchsetzen, zu denen auch der frühere Gouverneur Sidney Catts gehörte.

## Gouverneur von Florida
Nach der siegreichen Wahl trat Carlton am 8. Januar 1929 sein neues Amt an. Im Gegensatz zu seinem Vorgänger John W. Martin, der von günstigen äußeren Umständen profitieren konnte, war Carltons Amtszeit von Problemen geprägt. Zum einen musste er sich mit den Folgen eines schweren Wirbelsturms auseinandersetzen. Dann suchte ein Schädling (Mediterranean fruit fly) die Obstplantagen heim und zerstörte weitgehend die Ernte. Das Ende der Landspekulationen brachte finanzielle Einbußen. Schließlich tat die infolge des New Yorker Börsenkrachs vom Oktober 1929 ausgelöste Weltwirtschaftskrise ein Übriges, um das Land zu erschüttern. Die Arbeitslosigkeit stieg, wie überall stark an. All das führte zu Unzufriedenheit und Unruhe unter den Bürgern Floridas. Der Gouverneur reagierte mit der Senkung der Gehälter des öffentlichen Dienstes und sogar mit Entlassungen, um den Haushalt zu entlasten. Außerdem kam es zu einer Erhöhung der Mineralölsteuer. Mit diesem Geld sollte der Straßenbau als Arbeitsbeschaffungsmaßnahme gegen die Arbeitslosigkeit finanziert werden. Außerdem wurde eine Kommission eingesetzt, die mögliche  Einsparungen im Regierungshaushalt ausfindig machen sollte. Bis zum 3. Januar 1933, dem Ende seiner Amtszeit, hatten diese Versuche keinen durchgreifenden Erfolg gebracht. Die Wende kam erst mit Hilfe der New-Deal-Politik der Bundesregierung unter dem 1932 gewählten Präsidenten Franklin D. Roosevelt.

## Weiterer Lebenslauf
Nach dem Ende seiner Gouverneurszeit kandidierte Carlton 1936 erfolglos um einen Sitz im US-Senat. Zwischen 1957 und 1961 war er Mitglied der Bürgerrechtskommission. In den Zwischenzeiten war er in Tampa als Anwalt tätig. Doyle Carlton starb im Oktober 1972. Er war mit Nellie Ray verheiratet, mit der er drei Kinder hatte.
Die University of Florida verlieh ihm 1933 die Ehrendoktorwürde.